# Иванилов, Владимир Семёнович
Владимир Семёнович Иванилов (1921—1944) — участник Великой Отечественной войны, командир орудия 2-й батареи 1184-го истребительного противотанкового артиллерийского полка, Герой Советского Союза (1945), старшина.

## Биография
В. С. Иванилов родился в деревне Горскино Кузнецкого уезда (ныне Кемеровской области), в крестьянской семье. В 1936 году семья переехала в Талды-Курган (Алма-Атинской области). По окончании школы имени Абая В. С. Иванилов поступил в Алма-Атинский медицинский институт.
С июня 1941 года В. С. Иванилов в действующей армии. Командир орудия 1184-го истребительно-противотанкового артиллерийского полка (20-я истребительно-противотанковая артиллерийская бригада, 65-я армия, 1-й Белорусский фронт) старшина Иванилов отличился в боях за плацдарм на правом берегу реки Нарев в районе города Сероцк (Польша). 5-6 октября 1944 года огнём орудия и пулемёта отразил до 20 контратак противника, порой вёл бой в полуокружении; его расчёт содействовал пехоте в удержании плацдарма, уничтожив 7 танков, 10 пулемётов и около 300 гитлеровцев. Погиб в бою севернее Варшавы 6 октября 1944 года.
Звание Героя Советского Союза присвоено 21 февраля 1945 года посмертно. Награждён орденами Ленина, Красной Звезды, медалями. Похоронен в селе Заторы (40 км от Варшавы).

## Память
- Имя героя носят улицы в Алматы (в микрорайоне Горный гигант) и в селе Горскино Гурьевского района Кемеровской области.
- 8 мая 2015 года на родине на здании дома культуры в селе Горскино была установлена мемориальная доска.